# Burgstall Rauhenberg
Der Burgstall Rauhenberg (Gemarkung Anried) liegt etwa 2300 Meter westlich des Dinkelscherbener Ortsteiles Ettelried (Landkreis Augsburg, Bayerisch-Schwaben) auf einer Anhöhe. Das gut erhaltene Bodendenkmal dürfte auf eine hochmittelalterliche Burganlage der Herren von Rauhenberg bzw. Ettelried zurückgehen.

## Geschichte
Der Burgstall liegt abseits der Verkehrswege versteckt auf einem bewaldeten Geländeausläufer über einem Seitental des Brunnenwiesbaches. Die einteilige Anlage der Burg erinnert mit ihren Hanggräben an die kleinen frühmittelalterlichen, speziell ungarnzeitlichen Schutzburgen der Umgebung.
Allerdings könnte der Burgplatz auch erst im 11. Jahrhundert als Sitz einer welfischen Ministerialenfamilie entstanden sein. Das Reichenbachtalgebiet wurde damals vom Zusamtal aus gerodet und besiedelt.
Im 12. Jahrhundert erscheint ein Marquard von Ettelried in einer Urkunde. Der örtlichen Überlieferung nach soll sich der Ansitz der Herren von Rauhenberg innerhalb der Umwallungen befunden haben. Dieses Geschlecht ist in den Schriftquellen nicht nachweisbar, gilt jedoch als Stifter der Pfarrei zu Ettelried. 
Im Hochmittelalter waren Umbenennungen bei Niederadelsgeschlechtern nichts Ungewöhnliches. Möglicherweise nannte sich ein Zweig der Ettelrieder nach der Burg auf dem Rauhenberg, die entweder in eine ältere Wallburg eingebaut oder damals tatsächlich neu errichtet wurde. Bis zu einer fachkundigen archäologischen Untersuchung des Denkmales müssen alle diesbezüglichen Überlegungen spekulativ bleiben. Allerdings belegen zwei spätkeltische Viereckschanzen („Eichbühel“, „Vogelburger Berg“) und eine Grabhügelgruppe bei Burtenbach die frühgeschichtliche Besiedelung dieses Gebietes. 

## Beschreibung
Der Burgplatz liegt auf einem nach Westen ausspringenden Geländesporn des Rauhenberges. Der trapezförmige Innenraum (ca. 100 × 50 Meter) wird durch einen sichelförmigen Graben vom Hügelrücken abgetrennt. Im Süden und Westen läuft der Graben als Hangraben weiter um das Plateau. Der nördliche Grabenbereich ist wahrscheinlich abgerutscht. Hier wurde der Grabenaushub nach Westen zu einem markanten runden Grabenkopf aufgeschüttet. Ein ähnlicher Grabenkopf ist auch am Südosthang erkennbar.
Der Ringraben wird teilweise von Randwällen begleitet und ist noch bis zu 7,5 Meter tief. In der Mitte der Ostfront markieren zwei Torwangen den ursprünglichen Burgzugang.
Einige Ausbruchsgruben auf dem Burgplateau dürften die Standorte ehemaliger Gebäude bezeichnen. Die größte Grube in der Mitte der Westseite deutet auf einen Turmbau – wohl einen Bergfried – hin. Das Baumaterial für den Hauptturm und die Ringmauern konnte an Ort und Stelle gebrochen werden. Noch heute springen einige Nagelfluhbänke aus den Berghängen aus. Auf der nahen Burg Wolfsberg bei Steinekirch hat sich noch ein eindrucksvoller Rest eines solchen hochmittelalterlichen Hauptturmes aus diesem Konglomeratgestein erhalten. 
Typologisch ist der Burgstall als Beispiel einer frühen Adelsburg mit Hauptturm und Ringmauer von besonderem Interesse für die regionale Burgenkunde. Die Anlage steht am Übergang von der frühmittelalterlichen Holz-Erde-Burg zur repräsentativen Steinburg als Sitz eines hochmittelalterlichen Dienstmannengeschlechtes.
Das Bayerische Landesamt für Denkmalpflege verzeichnet das Bodendenkmal als mittelalterlichen Burgstall unter der Denkmalnummer D 7-7629-0022.